# イ・チュンジェ
イ・チュンジェ（ハングル: 이춘재; ハンチャ: 李春在、1963年1月31日 - ）は、韓国のシリアルキラー。2019年に華城連続殺人事件の真犯人だったことが明らかになった。
彼が起こした連続殺人事件は、韓国の近代史で最も悪名高い事件と考えられている。しばしばアメリカのゾディアック事件と比較され、2003年の韓国映画「殺人の追憶」のモチーフになった。彼は1994年1月に、義理の妹(妻の妹、当時20歳)を強姦して殺害、死体を遺棄したとして、20年後に仮釈放の可能性のある無期懲役の判決を受け、釜山刑務所で服役していたが、2019年に韓国警察による当時最新の鑑定技術により、華城連続殺人事件の現場から採取されたDNAがイと一致する事が明らかになった。イは当初犯行を否定していたが、その後、華城連続殺人事件の犠牲者10人を含む15人の殺害を自白した。しかし最後の事件が2006年に時効を迎えていた為、DNA鑑定と彼の自白にもかかわらず、起訴することが出来なかった。

## 大衆文化への影響
華城連続殺人事件を基にした映画やテレビドラマが制作されている。表記された作品以外にも、この事件でモチーフを取った作品がかなり多い。
映画
- 殺人の追憶（2003年、ポン・ジュノ）
- 殺人の告白（2013年、チョン・ビョンギル）

テレビドラマ
- カプトンイ 真実を追う者たち（朝鮮語版）（2014年、tvN）
- シグナル（2016年、tvN）
- 愛の迷宮‐トンネル‐（朝鮮語版）（2017年、OCN）
- クリミナル・マインド（2017年、tvN）
- ジャスティス-検法男女-（朝鮮語版）（2018年、MBC TV）